# Мелешинек
Мелешинек (пол. Mieleszynek) — село в Польщі, у гміні Верушув Верушовського повіту Лодзинського воєводства.
Населення — 155 осіб (2011).
У 1975-1998 роках село належало до Каліського воєводства.

## Демографія
Демографічна структура станом на 31 березня 2011 року:
|          | Загалом | Допрацездатний вік | Працездатний вік | Постпрацездатний вік |
| -------- | ------- | ------------------ | ---------------- | -------------------- |
| Чоловіки | 79      | 21                 | 50               | 8                    |
| Жінки    | 76      | 16                 | 42               | 18                   |
| Разом    | 155     | 37                 | 92               | 26                   |